# Péter Esterházy
Péter Esterházy (14. dubna 1950 Budapešť – 14. července 2016 Budapešť) byl maďarský spisovatel z rodu Esterházyů.

## Život
Roku 1969 složil maturitu na piaristickém gymnáziu v Budapešti. Tam také na Univerzitě Loránda Eötvöse vystudoval matematiku. Poté pracoval v Institutu informatiky na Ministerstvu těžkého průmyslu. Debutoval v roce 1976, od roku 1978 byl spisovatelem z povolání.
Zemřel v červenci roku 2016 na rakovinu slinivky břišní. Jeho onemocnění se stalo ústředním tématem knihy A bűnös (2015).

## Dílo
Esterházy byl významným představitelem generace maďarských spisovatelů, která se na literární scéně prosadila v 70. letech. Dalšími představiteli této generace jsou mj. György Spiró a Péter Nádas.
V jeho díle se zrcadlí vyprávěcí postupy postmoderní literatury, např. užití citátu, intertextualita a mozaikovitost příběhu. Esterházy též často kladl důraz více na samotný text než na vyprávěný příběh.
Ve svém díle Hrabalova kniha (Hrabal könyve, 1990) se vyznal ze svého obdivu k českému spisovateli Bohumilu Hrabalovi, který je současně adresátem Esterházyho vyprávění.
Román Tizenhét hattyúk (Sedmnáct labutí, 1987) napsal pod ženským pseudonymem Lili Csokonaiová.
Český literární časopis A2 zařadil jeho román Harmonia caelestis mezi nejlepší světové prózy po roce 2000.
Jeho díla byla též s úspěchem zfilmována, příp. přetavena ve filmové scénáře. Například režisér Péter Gothár sepsal společně s Esterházym scénář ke svému snímku Idő van (Je na čase či Je nejvyšší čas, 1985, v české distribuci neuveden).